# بابلو ساليناس
بابلو ساليناس (بالإسبانية: Pablo Salinas) (7 أغسطس 1979 بسانتا كروز دي لا سييرا في بوليفيا - ) هو مدرب كرة قدم ولاعب كرة قدم بوليفي في مركز الهجوم. شارك مع منتخب بوليفيا لكرة القدم. أما مع النوادي، فقد لعب مع ديبورتيس كوينديو وذي سترونغيست ونادي بوليفار ونادي خورخي ويلسترمان ونادي ديبورتيفو سان خوسي ونادي ريال بوتوسي وأورينتي بيتروليرو ونادي بلومينغ.

## وصلات خارجية
- بابلو ساليناس على موقع قاعدة بيانات كرة القدم.إي يو (الإنجليزية)
- بابلو ساليناس على موقع ناشيونال فوتبول تيمز (الإنجليزية)
- بابلو ساليناس على موقع Soccerway.com (الإنجليزية)